# Scopula delospila
Scopula delospila är en fjärilsart som beskrevs av W. Warren 1907. Scopula delospila ingår i släktet Scopula och familjen mätare. Inga underarter finns listade.